# Föreningen för kvinnans politiska rösträtt i Västervik

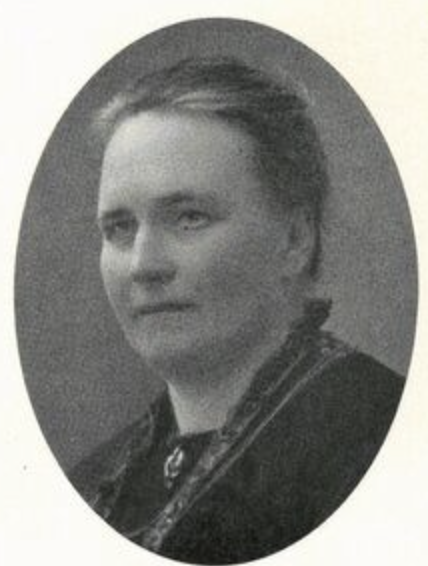
Gerda Assarsson.

Föreningen för kvinnans politiska rösträtt i Västervik, även kallad Västervikföreningen för kvinnans politiska rösträtt, var Västerviks lokalförening inom Landsföreningen för kvinnans politiska rösträtt (LKPR). Föreningen bildades 1904 och var verksam lokalt i Västervik för införandet av kvinnors rösträtt i Sverige.
Bland aktiviteterna fanns föredrag, samkväm, insamling av medel och förhandlingar om samarbete med andra organisationer. 

## Ordförande
- Gerda Assarsson, 1904–1921